# Pas de l'Ós (la Vall de Boí)
A la Vall de Boí hi ha fins a tres Pas de l'Ós o Pas de l'Osso. Tots tres es troben a la Capçalera de Caldes, dins del Parc Nacional d'Aigüestortes i Estany de Sant Maurici:
- En la ruta del Comaloforno, que parteix de la Presa de Cavallers, hi ha dos:
  - El primer, poc després d'iniciat el camí, a uns 1.900[1][2] metres d'altitud, a la Feixana de l'Osso de Coma les Torres.
  - El segon es troba en el límit septentrional de Coma les Torres, a 2.488,7[3] metres d'altitud, a mig camí del Bony de l'Orri (E) i de l'Estany Gelat de Comaloforno (O).
- El tercer pas es troba, a 2.144,6[4] metres, a tocar de la riba septentrional de l'Estany Negre.

## Galeria

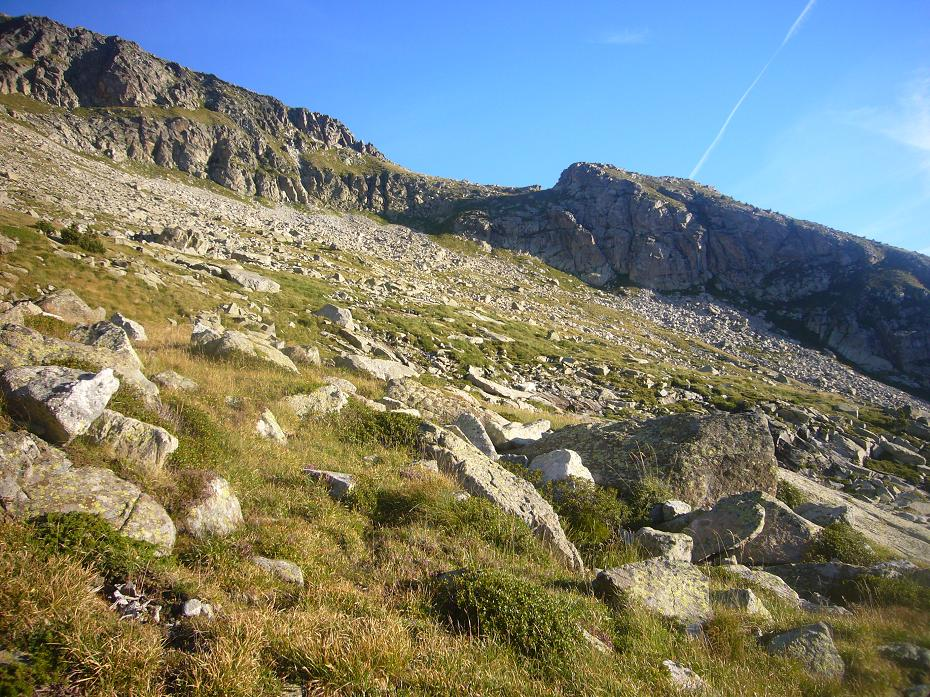
2n Pas de l'Osso, vist des de Comalestorres.
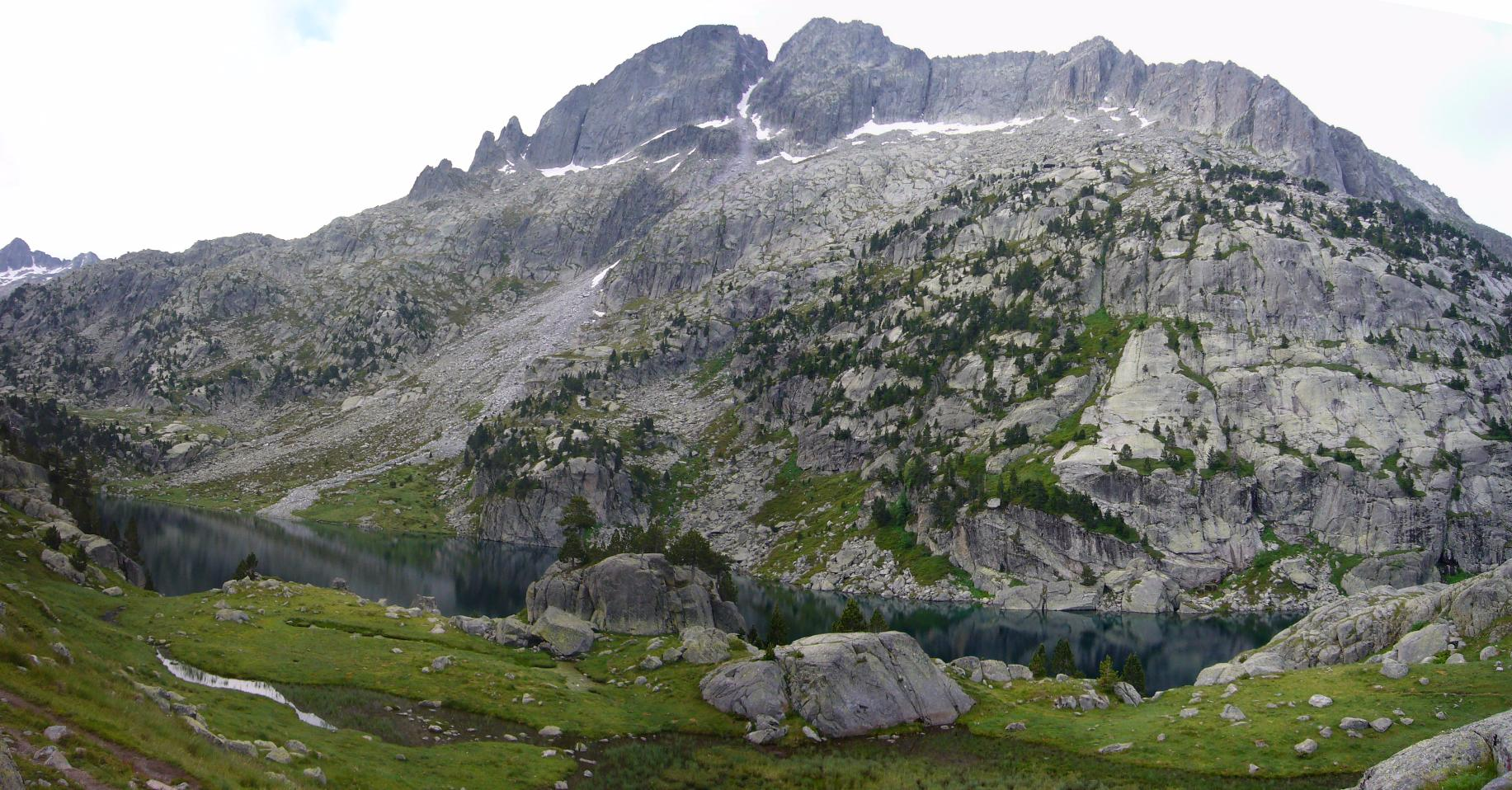
Pics de Comalespada i Estany Negre. En primer pla el 3r Pas de l'Osso.